# Число таксі
У математиці, число таксі — це ціле число, яке можна подати як суму двох кубів додатних цілих чисел двома або більше різними способами. Найвідомішим числом таксі є 1729, яке можна подати як суму двох кубів двома способами:
```
1729 = 1^3 + 12^3 = 9^3 + 10^3
```

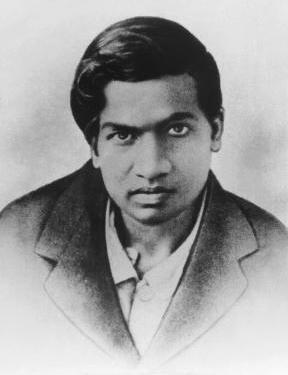
Срініваса Рамануджан розвинув ідею чисел таксі.

Ця властивість 1729 була згадана індійським математиком Срінівасу Рамануджаном англійському математику Г. Г. Гарді в 1917 році. Гарді був настільки вражений цією історією, що пізніше написав у своїй книзі «Апологія математика»:
Я пам'ятаю, як одного разу пішов до нього, коли він був хворий у Путні. Я їхав у таксі номер 1729 і зауважив, що це досить нудне число. Він відповів, що це дуже цікаве число, оскільки це найменше число, яке можна подати як суму двох кубів двома різними способами.

## Означення
Означення числа таксі можна сформулювати так:
Число таксі — це ціле число, яке можна подати як суму двох кубів додатних цілих чисел двома або більше різними способами.

## Приклади
Ось кілька прикладів чисел таксі:
- 1729 = 1³ + 12³ = 9³ + 10³
- 4104 = 2³ + 16³ = 9³ + 15³
- 13832 = 2³ + 24³ = 18³ + 20³
- 20683 = 10³ + 27³ = 19³ + 24³
- 32832 = 4³ + 32³ = 18³ + 30³

## Властивості
- Найвідомішою властивістю чисел таксі є те, що 1729 є найменшим цілим числом, яке можна подати як суму двох кубів двома різними способами.
- Проміжки між послідовними числами таксі, як правило, стають все більшими й більшими.
- Невідомо, чи існує нескінченно багато чисел таксі.
- Невідомо, чи існують числа таксі, які можна подати як суму двох кубів більш ніж двома способами.

## Застосування
Числа таксі використовують у різних застосуваннях, включаючи криптографію та інформатику. Наприклад, числа таксі використано для створення функцій хешування та для розробки ефективних алгоритмів для деяких математичних задач.
Числа таксі — це захоплива галузь математичного дослідження, про яку ще багато чого невідомо. Вони є нагадуванням про те, що ми все ще багато чого не знаємо про світ навколо нас.